# Idactus cristulatus
Idactus cristulatus es una especie de escarabajo longicornio del género Idactus, tribu Ancylonotini, subfamilia Lamiinae. Fue descrita científicamente por Fairmaire en 1886.

## Descripción
Mide 6,5-12 milímetros de longitud.

## Distribución
Se distribuye por Arabia Saudita, Botsuana, Camerún, Costa de Marfil, Yibuti, Etiopía, Malaui, Malí, Mozambique, Omán, República Centroafricana, República de Sudáfrica, Somalia, Tanzania, Transvaal, Yemen y Zimbabue.